# Ли Шань, Иосиф
Иосиф Ли Шань (род. 1965, Китай) — католический архиепископ, ординарий пекинской архиепархии.

## Биография
21 декабря 1989 года Иосиф Ли Шань был рукоположён в священника.
Иосиф Ли Шань был рукоположён в епископа 21 сентября 2007 года в Пекине после смерти 20 апреля 2007 года неканонического архиепископа Китайской Патриотической церкви Михаила Фу Тешаня. Назначение китайским правительством Иосифа Ли Шаня было одобрено Святым Престолом, таким образом Иосиф Ли Шань стал одним из немногих китайских католических епископов, которые имеют от китайских властей официальное разрешение на пастырскую деятельность и находящихся в полном общении с Ватиканом. Римский папа Бенедикт XVI получил от Иосифа Ли Шаня прошение о его рукоположении в епископа. Римский понтифик, учитывая сложность положения Католической церкви в Китае, согласился на совершение этого рукоположения.